# Дялу-Корнь
Дялу-Корнь, Дялу-Корні (рум. Dealu Corni) — село у повіті Вилча в Румунії. Входить до складу комуни Ледешть.
Село розташоване на відстані 169 км на захід від Бухареста, 33 км на південний захід від Римніку-Вилчі, 67 км на північ від Крайови, 147 км на південний захід від Брашова.

## Населення
За даними перепису населення 2002 року у селі проживали 48 осіб, усі — румуни. Усі жителі села рідною мовою назвали румунську.